# 雨漏

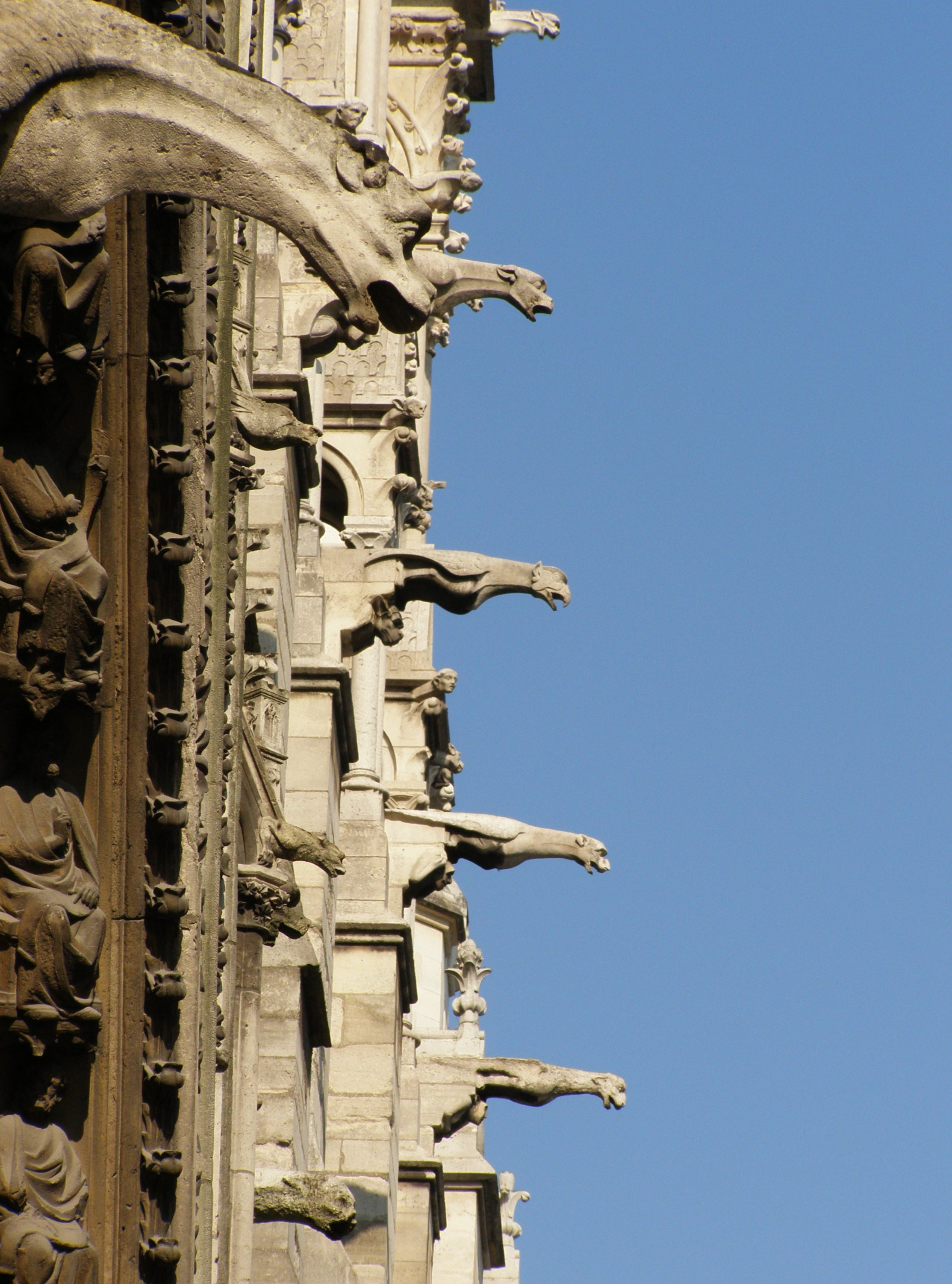
巴黎聖母院上的大量石像鬼

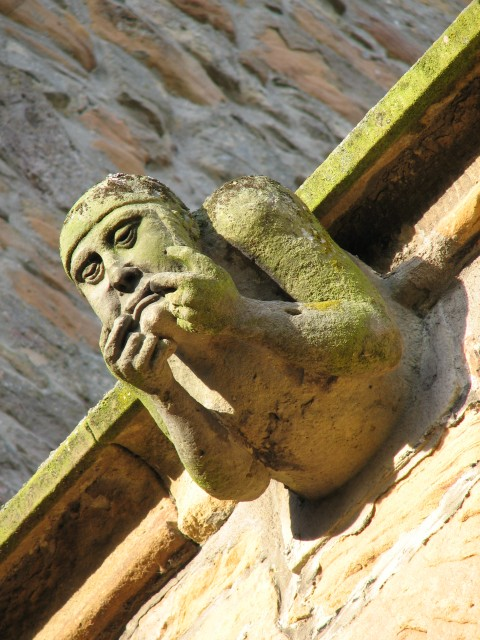
苏格兰多诺赫大教堂上的一个滴水嘴兽

雨漏（英語：Gargoyle），又譯石像鬼、滴水嘴兽，指的是在歐洲歌德式建筑中裝在水管口的雕塑，一般會雕刻成動物或鬼怪模樣，有著辟邪和排水的雙重功能。
作用是把屋顶流下来的雨水通过嘴上的孔洞排出，以免雨水沿着建筑物的墙壁流下来。这样可以防止雨水侵蚀墙壁石块之间的砂漿。建筑师在设计建筑物的时候往往使用多个雨漏让雨水有多个排出口，以免在下大雨时水来不及排出。一般来说滴水嘴兽的形状是伸长了的奇幻动物的模樣，雨漏的身体越长，水排出时离墙壁的距离就越远。哥特式建筑使用的飞扶壁上往往刻有沟让水沿飞扶壁流出。
滴水嘴兽的英語名稱这个词来自于法语中的，意思是“喉咙”或者“阴沟”，其词根是拉丁语中的、或（阴沟或者喉咙）。与此相关的还有法语中的（漱口）。意大利语中的或者是建筑学比较精确的词，意为“伸出的水管”。德语的和荷兰语的意为“喷水者”。
不被用来排水的怪物石雕实际上并不是滴水嘴兽（例如石像鬼），它们只有装饰的作用，但是在外行中它们也被称为滴水嘴兽，在建筑学里两者一般被明确地区分开来。
传说滴水嘴兽能够把恶鬼吓跑，有保护作用。

## 传说

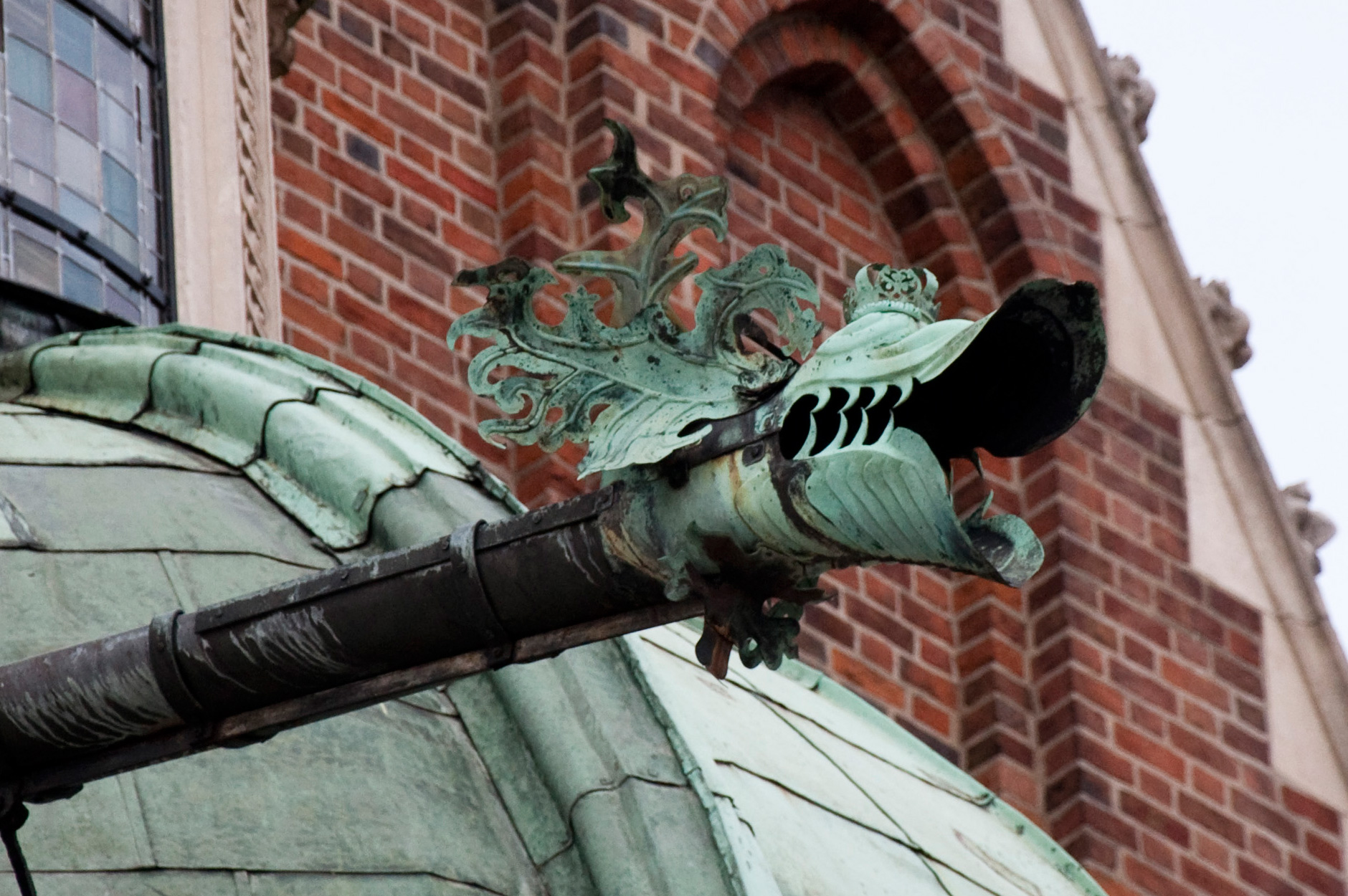
波兰瓦维尔主教座堂上的滴水嘴兽

传说墨洛溫王朝克洛塔尔二世的大臣，鲁昂主教圣罗马努斯（631年 - 641年），曾讲述他如何在一个被释放的囚犯的帮助下活捉了一只叫的怪兽。鲁昂从它的威胁中拯救出来。据说这只怪兽有西方龙一样的翅膀、长脖子，能从嘴里喷火。这个故事有多个版本。有的说圣罗马努斯用十字架驯服了怪兽，也有说法说他通过一个被判囚徒的帮助捕获了这头怪兽。总而言之他把怪兽带回鲁昂，把它烧死。但是因为怪兽能够喷火，因此它的头和脖子没有被烧掉，而是被装在新建的教堂上，用来吓退恶灵避邪。为了纪念圣罗马努斯鲁昂大主教颁布谕令在圣徒遗物游行日释放一名囚犯。

## 历史

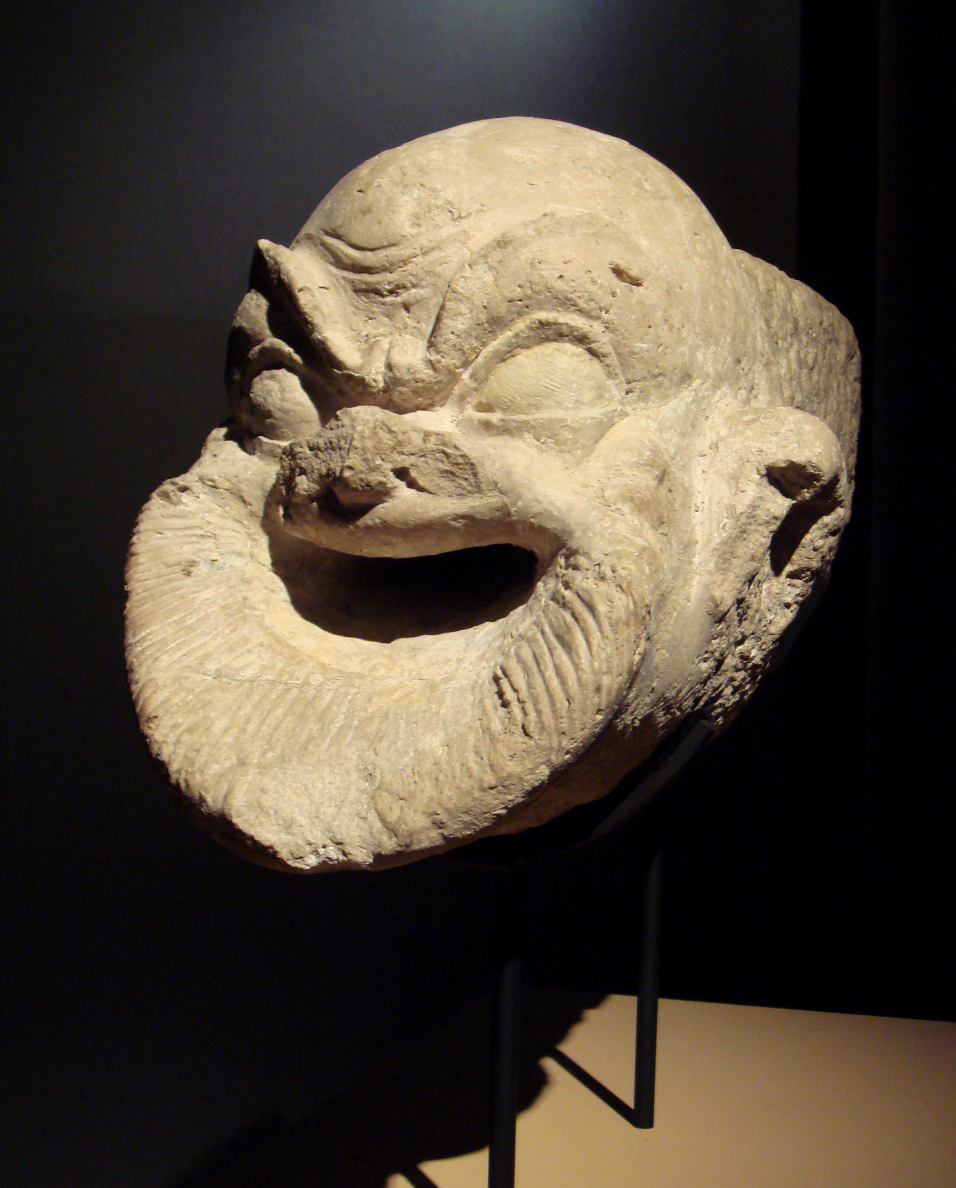
一座前一世纪的希腊式滴水嘴兽的造型是一个来自阿富汗的厨师奴隶的幽默像

滴水嘴兽这个术语通常应用于中世纪的作品，但这种把水输上房顶再喷出，而不是由下水管传输的设计方法在各个时代都被采用。比如在古埃及滴水嘴兽可在平顶的神庙见到，它们被用来喷洗神圣的器皿，大多是狮子头形的，没有多少变异。类似的狮嘴喷水孔在古希腊的庙宇中也有，一般是用大理石或者赤陶砖在房檐上刻制的。比如在宙斯神庙里还留下了39颗狮头喷水孔。本来该神庙有102个滴水嘴兽，但是因为重量太大（它们是用大理石做的），因此许多已经掉落，必须更换。
在庞培城也发现了各式各样动物头部的赤陶砖滴水嘴兽。
许多中世纪的大教堂上有滴水嘴兽或怪兽像，其中最著名的是巴黎聖母院上的。不过巴黎聖母院上的大多数怪兽像并不是滴水嘴兽，其中也不仅包括怪兽。里面也有真的动物如猴子，还有幽默的人像。
到18世纪初为止建筑上装有装饰或者没有装饰的排水结构是很常见的。从那时开始越来越多的建筑物开始使用排水管来把屋顶上的雨水引到地面的下水道里去，只有很少建筑还使用滴水嘴兽。1724年英国议会通过的伦敦建筑法规定所有新建筑使用排水管。

## 教会
教会和滴水嘴兽有两重关系。首先教会使用滴水嘴兽向普通人传播他们的信息。由于在中世纪许多人不识字，因此图像有非常重要的意义。滴水嘴兽被当作邪恶的象征。滴水嘴兽被用来警告人们世界末日将近，他们要尽量多去教堂。此外它们被用来将邪恶挡在教堂之外。但也有些神职人员认为滴水嘴兽是一种偶像崇拜，比如聖伯爾納鐸就反对滴水嘴兽。

## 雨漏造型

### 动物
古埃及、古希腊、伊特拉斯坎文明和古罗马都使用动物形状的喷水孔。12世纪滴水嘴兽被引入欧洲时教会正在越来越强盛，传教了许多人。这些人大多数不识字，因此图像是用来传播思想非常重要的工具。在中世纪许多动物有象征性意义。一些动物被用来描述人的特性，这些动物被人格化了。尤其对信仰原始宗教的人来说，这样的思想有助于让他们改信基督天主教。有些动物在中世纪的时候在西欧还没有（比如犀牛和河马），因此这样的滴水嘴兽是现代的，它们在中世纪没有象征性意义。以下列出一些常用的滴水嘴兽动物以及一些它们的象征性。

#### 狮

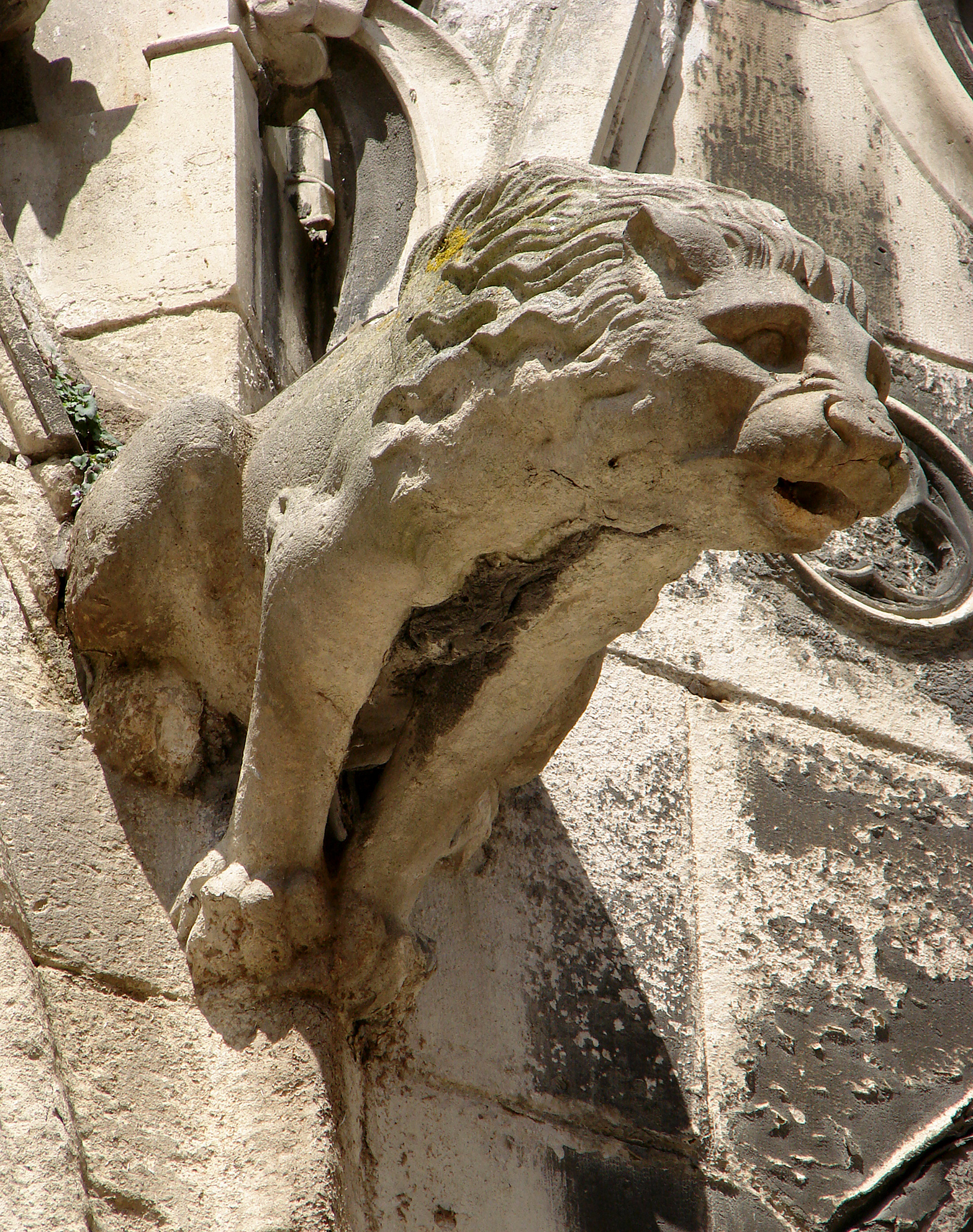
狮形滴水嘴兽

在中世纪狮是最常见的非欧洲的滴水嘴兽动物。可能因为其金色的鬣毛和太阳的光芒有相似性，在古代狮和太阳被联系到一起。狮形滴水嘴兽在希腊很普及，在罗马时代庞培的楼房上也有使用。在中世纪狮成为七宗罪里傲慢的象征。由于猫被看作是撒旦教和女巫的代表，因此猫很少被用作滴水嘴兽。

#### 狗
狗是最常见的滴水嘴兽动物。狗被看作是可靠、忠诚和聪明的动物，因此非常适合做滴水嘴兽。

#### 狼
在中世纪人们很怕狼，但是对它也非常敬佩。狼能够互相成群配合，因此人们认为狼有能够保护群里其它成员的首领。这被与牧师能够战胜魔鬼的邪恶保护一般老百姓联系到一起。此外狼还作为七宗罪里贪婪的象征。

#### 鹰
鹰是一种强有力的鸟，在中世纪传说它甚至能够屠龙。鹰有极好的视力，传说通过往太阳里看它们能够返老还童。

#### 蛇
自从亚当和夏娃的故事开始蛇代表好与恶的斗争。蛇还代表七宗罪里的嫉妒。在中世纪人们以为它们蜕皮能够返老还童，这导致了銜尾蛇，永生的代表。

#### 山羊
山羊在中世纪有两个象征。一个是象征耶稣，因为它能够爬上陡坡找草吃，另一个则象征性欲，因此和魔鬼相连。

#### 猴
猴被看作是大自然对人的模仿。它们被看作是愚蠢的动物，它们的智慧被看作是狡诈。猴被看作是懒惰的象征。

#### 奇美拉
奇美拉只是人脸和其他动物的躯干部分组成的新怪物。一些著名的喀邁拉包括狮鹫、半人马、哈耳庇厄和人魚。奇美拉被用来警告人们不要低估魔鬼。

### 19和20世纪

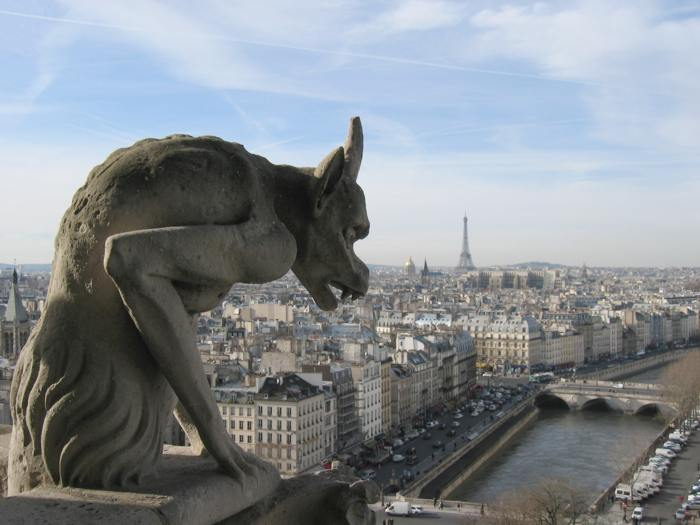
从巴黎圣母院的滴水嘴兽俯瞰巴黎

虽然现在建筑上的怪物雕刻没有排水的作用，因此技术上来说并不是滴水嘴兽，但还是被大多数人看作滴水嘴兽。纽约、明尼阿波利斯和芝加哥19世纪和20世纪初的楼房上常有鬼怪雕刻。许多教堂和其它建筑上也有滴水嘴兽。
1908年建造的华盛顿国家座堂上有众多现代的滴水嘴兽。其中包括黑武士、一名狡猾的政治家、机器人和许多其它怪物。20世纪的哥德復興式建築也出产了许多现代滴水嘴兽，比如在普林斯顿大学、华盛顿大学、杜克大学和芝加哥大学。

## 東亞

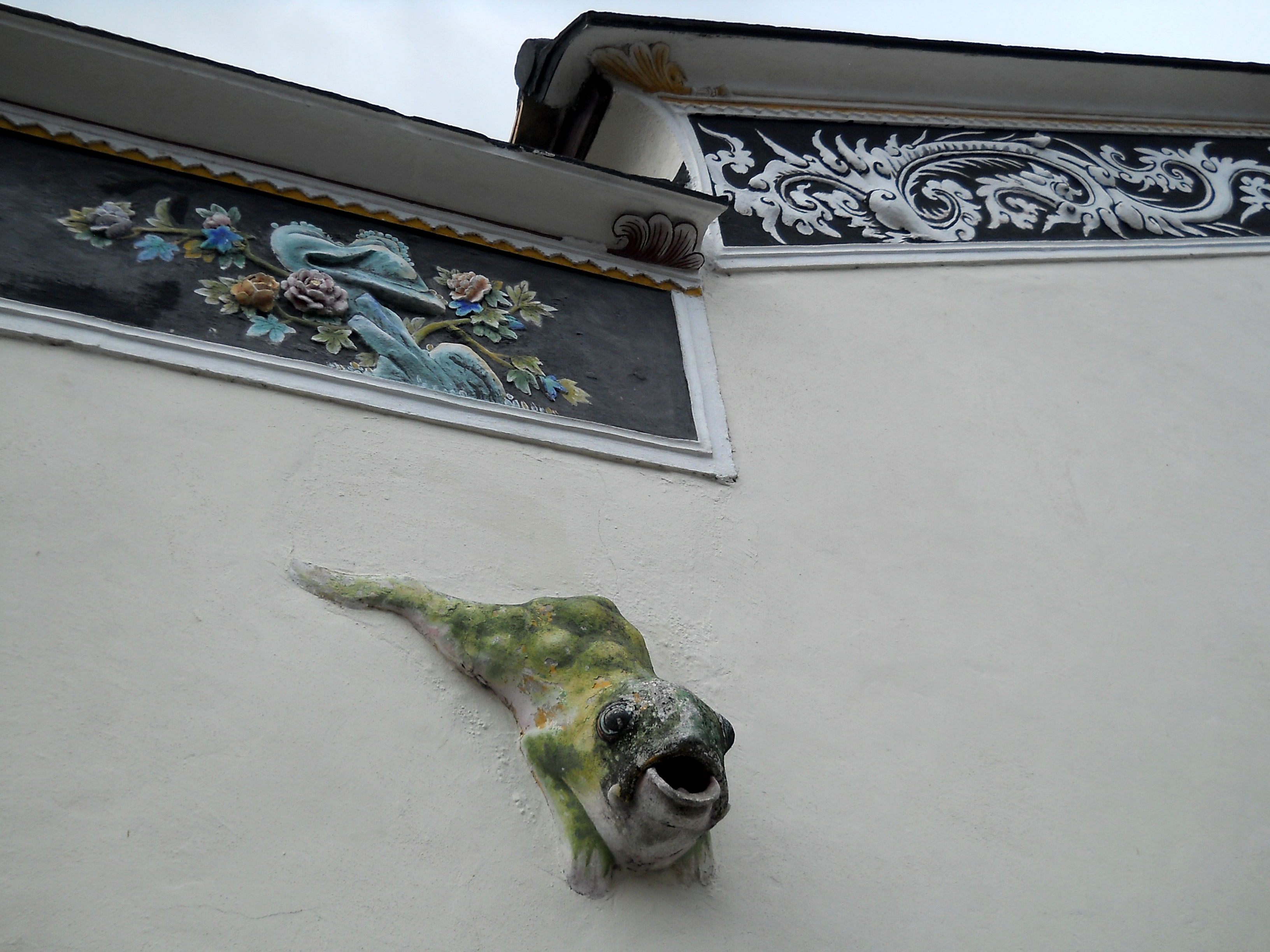
中式民居的蟾蜍形雨漏

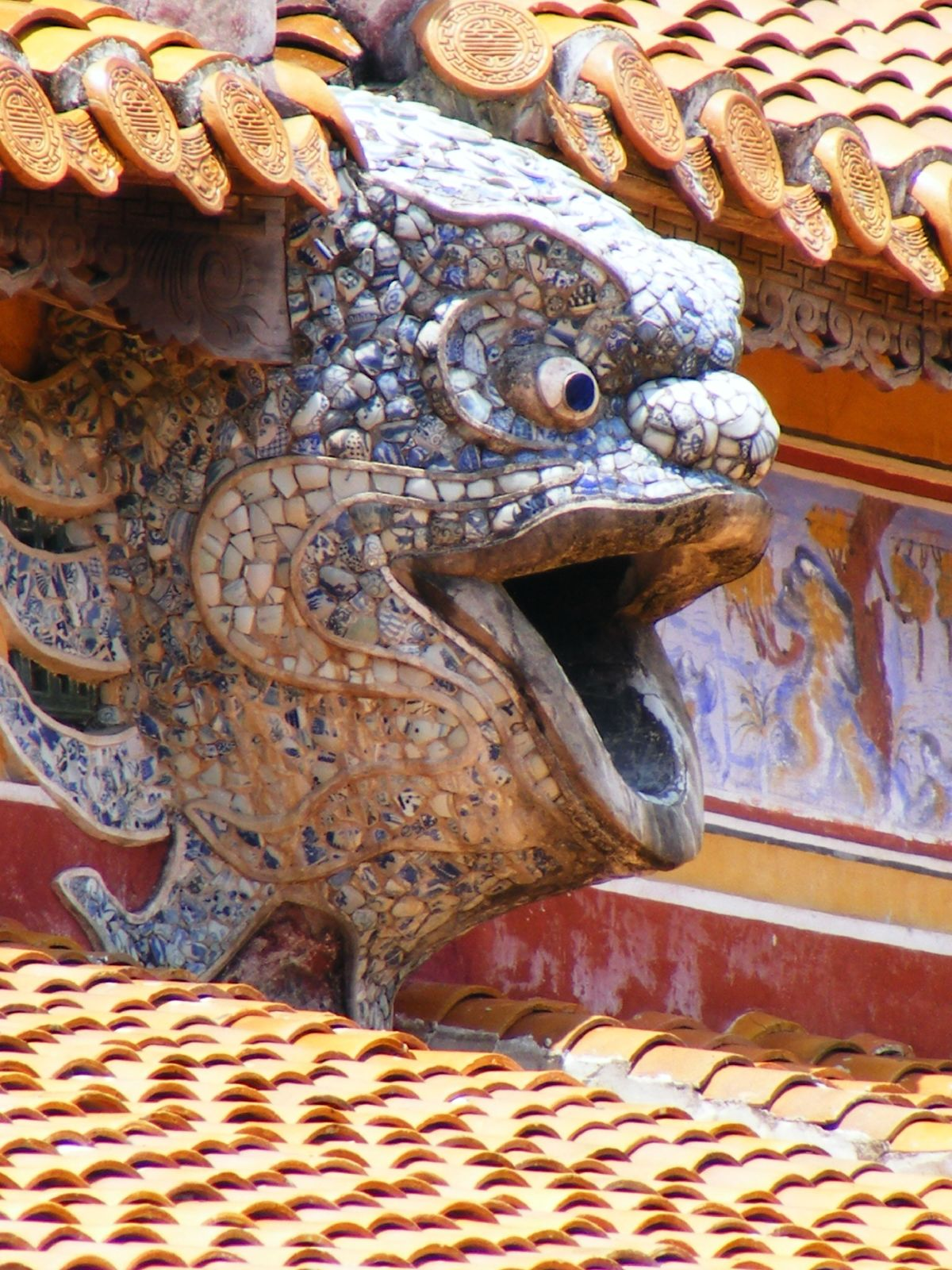
越南順化紫禁城中的雨漏

東亞傳統建築的雨漏多以傳統吉祥圖案中常用之動物為造型，多與水相關，如魚、蛙、蟾蜍等。這些雨漏常以動物造型命名，如魚漏、蛙漏。

## 流行文化
- 夜行神龍动画连续剧
- 神鬼寓言Ⅱ中滴水嘴兽交给玩家一张寻宝图
- 獵獸神兵中第二十六號部隊「擬神兵部隊」的隊員克里斯多福，擬神兵型態為「懲戒罪惡的石像惡魔 加戈伊爾之石像鬼」。
- 聖鬥士星矢 NEXT DIMENSION 冥王神話中為石像鬼冥鬥士，疑似為潘朵拉的信使